# (9389) Condillac
(9389) Condillac ist ein Asteroid des Hauptgürtels, der am 9. März 1994 vom belgischen Astronomen Eric Walter Elst am Observatoire de Calern (IAU-Code 010) nördlich von Grasse entdeckt wurde.
Der Asteroid wurde nach dem französischen Geistlichen (Abbé von Muréaux), Philosophen und Logiker der Aufklärung Étienne Bonnot de Condillac (1714–1780) benannt, der ausgehend von den Ideen von John Locke eine sensualistische Erkenntnistheorie entwickelte und mit seinem Traité des sensations Denis Diderot inspirierte.